# Ford R series

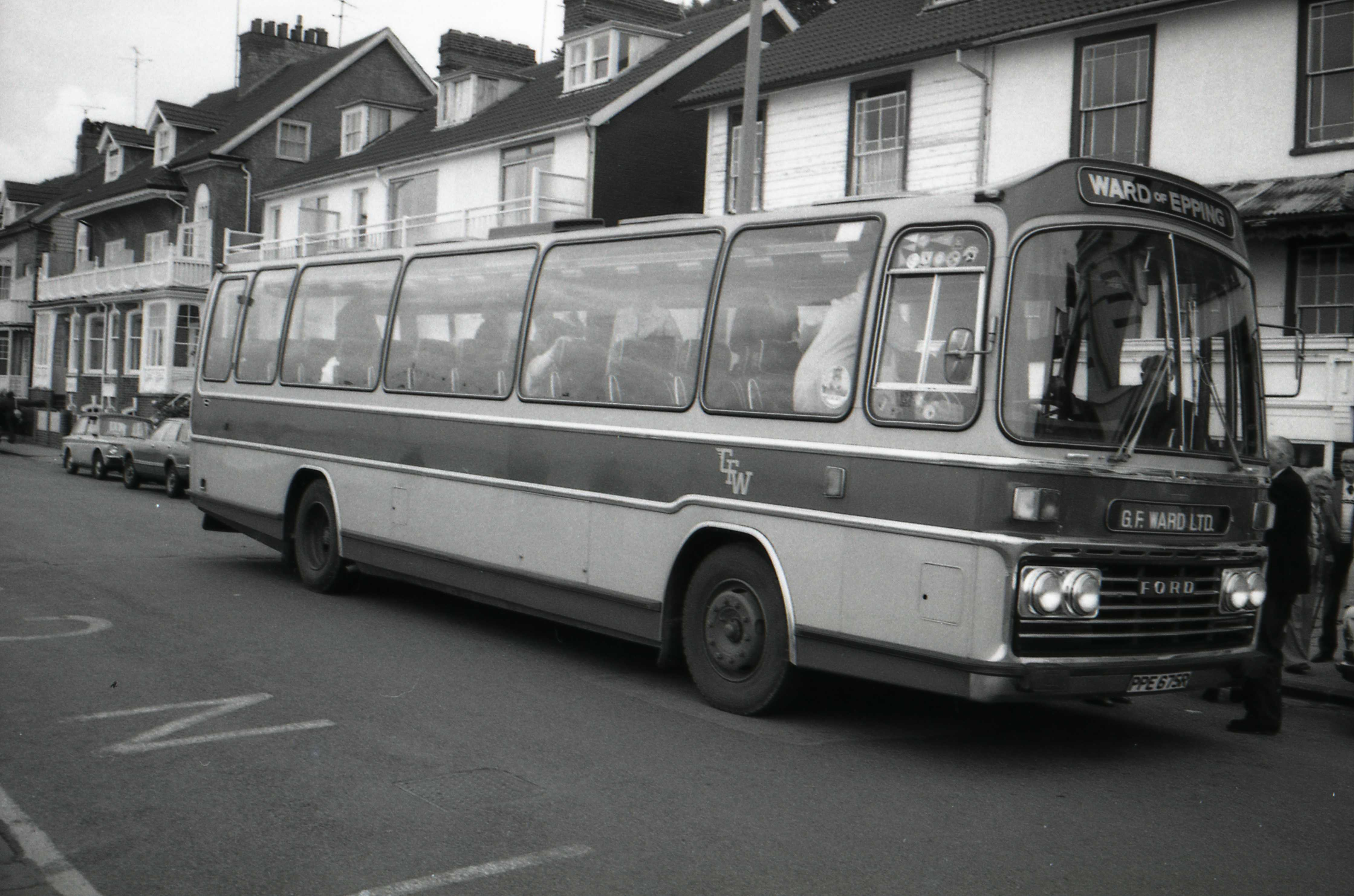
Ford R1114 avec carrosserie Plaxton

Le Ford R-Series était une gamme de châssis d'autobus à un étage et d'autocars à un étage construit par Ford, c'était une évolution de la conception du Thames Trader du milieu des années 1960. Un certain nombre de composants étaient partagés avec le camion Ford D series, y compris le moteur qui était monté verticalement à l'avant du véhicule, devant l'essieu avant de manière à fournir une entrée pour passager à côté du conducteur. Les modèles d'origine, le R192 et le R226 plus longs, sont plus tard devenus les variantes R1014 et R1114 (respectivement de 10 et 11 mètres de long et avec des moteurs de 140 ch) qui, avec une révision et une mise à niveau constantes, sont devenues les R1015 et R1115 au milieu des années 1980. Pour tenter d'abaisser la hauteur du plancher du véhicule, le moteur diesel turbocompressé a été basculé d'un côté vers 1978. La transmission Synchromesh était de série, mais certains exemplaires ultérieurs étaient équipés de boîtes de vitesses automatiques Allison pour alléger la charge de travail du conducteur dans les zones urbaines. La production a cessé en 1985.

## Popularité
Au Royaume-Uni, la conception était populaire au cours des années 1970, lorsqu'une aide financière considérable était disponible aux opérateurs pour le renouvellement de leurs flottes, mais après l'élection du gouvernement conservateur en 1979, l'argent des subventions a commencé à se tarir, provoquant un déclin pour la demande d'autobus et d'autocars full-size et le dernier R-Series a été construit vers 1986. Les bus à moteur avant sont généralement tombés en désuétude en Europe, car les nouvelles exigences d'accessibilité favorisent les conceptions à moteur arrière ou latéral, de sorte qu'une entrée avant basse peut être fournie. Peu d'exemplaires du Ford R-Series restent actuellement utilisés pour le transport de passagers, mais beaucoup ont connu une seconde vie en tant que camping-cars et transporteurs de stock-cars.

## Principaux utilisateurs
Un utilisateur important de ce type était Jersey Motor Transport, qui, au cours des années 1970 et 1980, n'achetait pas grand-chose d'autre. Pendant plusieurs années au cours de cette période, sa flotte était composée à 100 % de ce modèle de bus, et il a été choisie en raison de la volonté du constructeur de fournir des châssis de largeur et de longueur non standard pour s'adapter aux limites de taille locales. Beaucoup de ces véhicules ont été carrossés par Duple dont le Dominant à largeur étroite a également trouvé des acheteurs sur d'autres châssis au Royaume-Uni, mais les premiers exemplaires ont été construits par Willowbrook et les versions ultérieures par Wadham Stringer. JMT avait également un certain nombre d'exemplaires plus longs et plus larges, qui avaient commencé à exister à la fin des années 1960 avec Trimdon Motor Services dans le nord-est de l'Angleterre : ces bus à carrosserie Plaxton nécessitaient une dérogation spéciale pour fonctionner sur l'île, étant limités à certains services où les routes pouvait les accueillir. Tous ont été vendus pour une utilisation ultérieure après quelques années. Un modèle similaire a été utilisé par l'Inner London Education Authority pour leurs autobus scolaires.